# Pilas
Pilas és una localitat de la província de Sevilla, Andalusia, Espanya. L'any 2006 tenia 12.171 habitants. La seva extensió superficial és de 46 km² i té una densitat de 259,1 hab/km². Les seves coordenades geogràfiques són 37° 18′ N, 6° 18′ O. Està situada a una altitud de 65 metres i a 32 kilòmetres de la capital de la província, Sevilla.

## Demografia
| 1996   | 1998   | 1999   | 2000   | 2001   | 2002   | 2003   | 2004   | 2005   | 2006   | 2007   |
| ------ | ------ | ------ | ------ | ------ | ------ | ------ | ------ | ------ | ------ | ------ |
| 11.122 | 11.155 | 11.221 | 11.289 | 11.421 | 11.443 | 11.654 | 11.730 | 11.918 | 12.171 | 12.478 |